# Sciara nitulina
Sciara nitulina är en tvåvingeart som beskrevs av Edwards 1931. Sciara nitulina ingår i släktet Sciara och familjen sorgmyggor. Inga underarter finns listade i Catalogue of Life.